# TJ・イオアネ
TJ・イオアネ（TJ Ioane、1989年5月9日 - ）は、プロD2、USブレッサンヌに所属するラグビーユニオン選手。

## プロフィール
- サモア・モトオチュア出身。
- ポジションはフランカー(FL)、ナンバーエイト(No.8)。
- 身長 182cm、体重 104kg
- サモア代表キャップは25(2020年5月現在）でラグビーワールドカップ2015・ラグビーワールドカップ2019のサモア代表に選ばれた[1]。

## 略歴
ウェリントン、オタゴ、ハイランダーズ、セール・シャークスを経て、2018年、ロンドン・アイリッシュに加入。
2020年、グラスゴー・ウォリアーズに期限付き移籍。
2021年、ブール＝カン＝ブレスに加入。